# Ronny Ostwald
Ronny Ostwald (Beeskow, 7 aprile 1974) è un ex velocista tedesco.

## Biografia
Iniziò la sua carriera sportiva giocando a calcio, prima di dedicarsi all'atletica leggera all'età di 25 anni. Il suo primo appuntamento importante furono i Giochi olimpici di Sydney 2000, quando fu eliminato nei turni preliminari delle gare singole.
Nel 2002, ai campionati europei di Monaco di Baviera, fu quarto nella staffetta, dietro a Gran Bretagna, Ucraina e Polonia, ma - grazie alla squalifica poi comminata a Dwain Chambers per doping - vinse il bronzo come primo componente di una squadra composta anche da Marc Blume, Alexander Kosenkow e Christian Schacht.
Ottenne le semifinali nella staffetta sia ai mondiali di Parigi del 2003 ed alle Olimpiadi di Atene del 2004. Nel 2006, ai campionati europei di Göteborg, si qualificò per la finale dei 100 metri piani, ma fu ultimo; nella staffetta non andò oltre il quinto posto.
Primati personali: 10"24 sui 100, 20"84 sui 200.

## Palmarès
| Anno | Manifestazione  | Sede     | Evento      | Risultato | Prestazione | Note |
| ---- | --------------- | -------- | ----------- | --------- | ----------- | ---- |
| 2002 | Europei         | Monaco   | 4×100 m     | Bronzo    | 38"88       |      |
| 2004 | Giochi olimpici | Atene    | 4×100 m     | Batteria  | 38"64       |      |
| 2006 | Europei         | Göteborg | 100 m piani | 8º        | 10"38       |      |
| 2006 | Europei         | Göteborg | 4×100 m     | 5º        | 39"38       |      |
| 2007 | Mondiali        | Osaka    | 4×100 m     | 6º        | 38"62       |      |

## Altre competizioni internazionali
2002
- Coppa Europa di atletica leggera ( Annecy)

2004
- Coppa Europa di atletica leggera ( Bydgoszcz)